# Cascade Creek (Animas River)
Der Cascade Creek ist ein rechter Nebenfluss des Animas Rivers in äußersten Nordwesten des San Juan Countys sowie im La Plata County in Colorado in den Vereinigten Staaten.
Der Fluss entsteht oberhalb der Baumgrenze an der Westflanke des Rolling Mountain im San Juan National Forrest, nur einige hundert Meter ostsüdöstlich des Punktes, an dem San Juan, San Miguel und Dolores County aneinanderstoßen. Er fließt zunächst westwärts, folgt dann aber generell einer südlichen Richtung.
Er empfängt einige namenlose Bachläufe von beiden Seiten. Von Westen her mündet auf 2923 m über dem Meeresspiegel der Graysill Creek. Etwa 600 weiter flussabwärts mündet von links der Engine Creek und kurz darauf von rechts der E Z Creek. Von Westen münden später der Pando Creek und von Südwesten der Camp Creek. Unterhalb fließen einige namenlose Wasserläufe in den Cascade Creek ein, der nun eine fast südöstliche Fließrichtung annimmt und den hier Million Dollar Highway genannten U.S. Highway 550 quert. Der Bach strömt nun durch ein enges Tal, in dem einige hundert Meter weiter flussabwärts von links der Mill Creek mündet.
Unweit der Stelle, wo aus nördlicher Richtung sich ein namenloser Wasserlauf, zu dessen Einzugsgebiet der Scout Lake und einige andere namenlose kleine Seen und Bäche gehören, mit dem Wasser des Cascade Creek verbindet, ändert der Wasserlauf abrupt seine Richtung und strebt nach Süd-Südosten. Hier verbreitert sich das Tal und wenig später empfängt der Cascade Creek von Osten den Lime Creek.
Das Tal wird schließlich wieder schmäler und schwenkt allmählich erneut in eine südöstliche Richtung. Nach dem Durchfließen eines engen Tales ergießt sich der Cascade Creek südwestlich der West Needle Mountains und nordöstlich der Nordspitze des Electra Lakes in den Animas River.

## Belege
1. ↑  Cascade Creek. In: Geographic Names Information System. United States Geological Survey, United States Department of the Interior, abgerufen am 25. Oktober 2010 (englisch).